# Fourmilier tacheté
Hylophylax naevius
Espèce
Statut de conservation UICN

 LC  : Préoccupation mineure
Le Fourmilier tacheté (Hylophylax naevius) est une espèce de passereaux de la famille des Thamnophilidae.

## Répartition

Aire de répartition d’Hylophylax naevius.

Cet oiseau se rencontre en Bolivie, au Brésil, en Colombie, en Équateur, au Guyana, en Guyane, au Pérou, au Suriname et au Venezuela.

## Liste des sous-espèces
Selon GBIF (15 avril 2024) :
- Hylophylax naevius consobrina Todd, 1913
- Hylophylax naevius inexpectatus Carriker, 1932
- Hylophylax naevius naevius (Gmelin, 1789)
- Hylophylax naevius obscurus Todd, 1927
- Hylophylax naevius ochraceus (Berlepsch, 1912)
- Hylophylax naevius peruvianus Carriker, 1932
- Hylophylax naevius theresae (Des Murs, 1856)

## Classification
Le nom valide complet (avec auteur) de ce taxon est Hylophylax naevius (Gmelin, 1789).
Ce taxon porte en français les noms vernaculaires ou normalisés suivants : Fourmilier tacheté,.
Hylophylax naevius a pour synonyme :
- Pipra naevia Gmelin, 1789